# برزخ توسعه
جهنم توسعه (انگلیسی: Development hell) یا برزخ توسعه (انگلیسی: development limbo) اصطلاحات صنعتی و زبان حرفه‌ای رسانه گروهی و صنعت نرم‌افزار برای پروژه، مفهوم یا ایده‌ای هستند که برای مدت طولانی در حال توسعه باقی می‌مانند و اغلب بین گروه‌های مختلف، اسکریپت‌ها، موتورهای بازی حرکت می‌کنند، یا در صورت وجود استودیوها قبل از اینکه به سمت تولید پیش برود. پروژه‌ها در جهنم توسعه عموماً اهداف بسیار بلندپروازانه ای دارند که ممکن است در مرحله طراحی دست کم گرفته شوند یا نشوند و در تلاش برای دستیابی به این اهداف در درجه بالایی به تعویق بیفتند. جهنم تولید به زمانی اطلاق می‌شود که یک فیلم وارد مرحله تولید شده باشد اما برای مدت طولانی در آن حالت بدون پیشروی برای ارسال باقی بماند.